# St. Charles (Misuri)
Saint Charles es una ciudad ubicada en el condado de Saint Charles en el estado estadounidense de Misuri. En el Censo de 2010 tenía una población de 65.794 habitantes y una densidad poblacional de 1.057,37 personas por km². Está situada sobre la orilla izquierda del río Misuri, muy cerca de su desembocadura en el Misisipi.

## Geografía
Saint Charles se encuentra ubicada en las coordenadas 38°47′45″N 90°30′55″O / 38.79583, -90.51528. Según la Oficina del Censo de los Estados Unidos, St. Charles tiene una superficie total de 62.22 km², de la cual 61.25 km² corresponden a tierra firme y (1.57%) 0.98 km² es agua.

## Demografía
Según el censo de 2010, había 65794 personas residiendo en Saint Charles. La densidad de población era de 1.057,37 hab./km². De los 65794 habitantes, St. Charles estaba compuesto por el 87.48% blancos, el 5.91% eran afroamericanos, el 0.28% eran amerindios, el 2.54% eran asiáticos, el 0.07% eran isleños del Pacífico, el 1.78% eran de otras razas y el 1.94% pertenecían a dos o más razas. Del total de la población el 4.19% eran hispanos o latinos de cualquier raza.